# Sofia Vasheruk
Sofia Vasheruk (Moskou, 14 mei 1988) is een Russisch-Nederlandse pianiste die actief is binnen de klassieke muziek. Ze treedt op als soliste, in kamermuziekensembles en is betrokken bij cross-overprojecten, waaronder Argentijnse tango.

## Opleiding
Vasheruk begon op vierjarige leeftijd met pianospelen. Ze studeerde aan het Gnessin Staatscollege voor Muziek in Moskou en vervolgde haar opleiding onder Michaïl Markov aan het ArtEZ Conservatorium in Enschede,  waar ze haar bachelor- en masterdiploma behaalde.

## Carrière
Haar repertoire omvat werken van onder anderen Bach, Mozart, Beethoven, Chopin, Liszt, Tsjaikovski, Rachmaninov en Prokofjev. Naast haar klassieke werk is ze medeoprichter van het Siestango Quartet, waarmee ze zich toelegt op tangomuziek. In 2023 was ze initiatiefnemer van het project Rachmaninov Lifestory, een concertreeks in Twente ter gelegenheid van de 150e geboortedag van Sergej Rachmaninov. In een interview benadrukte ze dat muziek voor haar een verbindende kracht heeft, zeker in tijden van politieke spanningen.

### Prijzen
In 2010 behaalde ze de eerste plaats op het vierde Internationale André Dumortier Concours in België en bereikte de halve finale van de Koningin Elisabethwedstrijd 2010 (voor piano) in Brussel. Daarnaast viel ze in de prijzen bij diverse pianowedstrijden in Moskou en Napels.

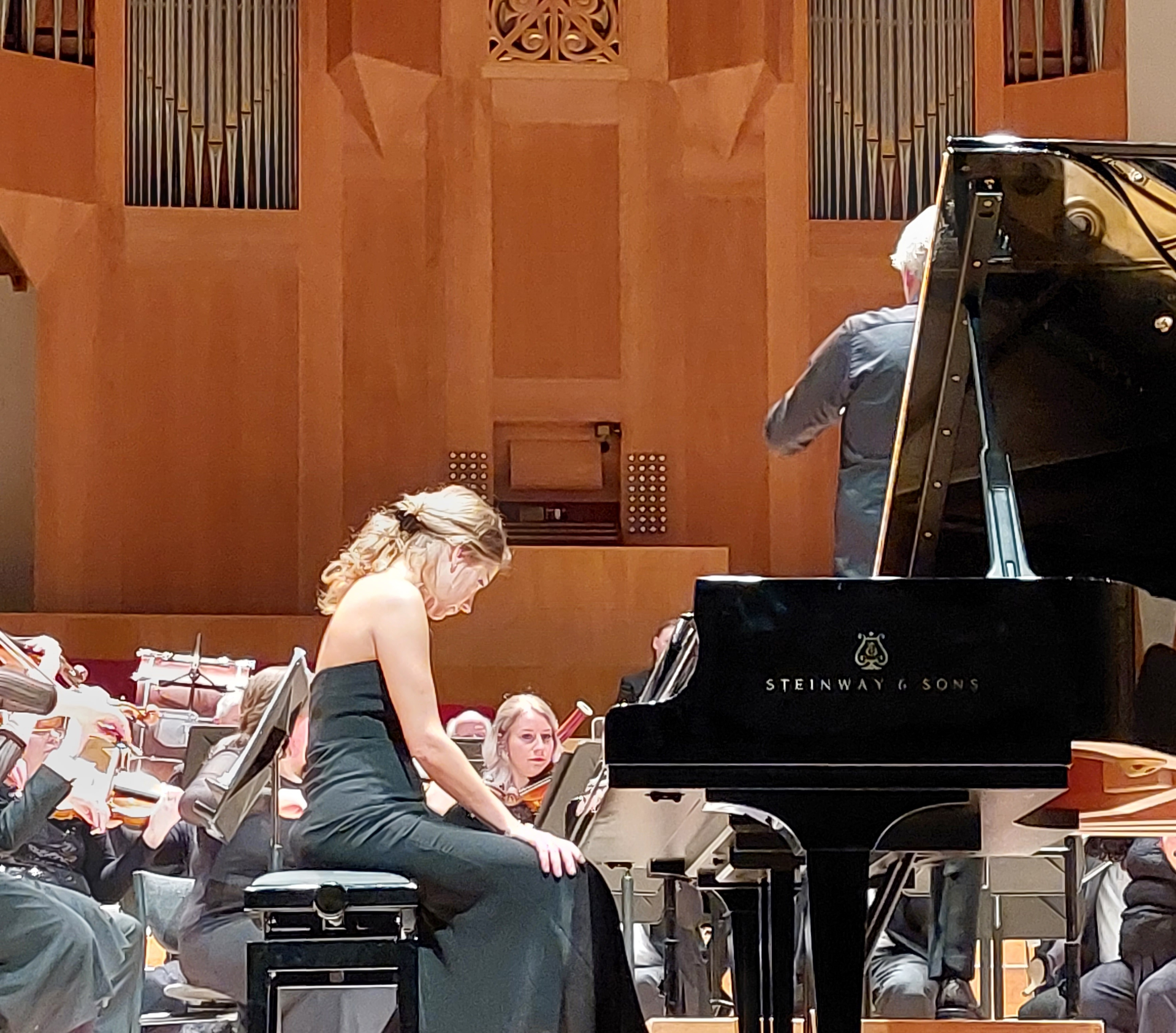